# Miro
Miro (poprzednie nazwy Democracy Player i DTV) – program komputerowy, stworzony przez Participatory Culture Foundation (PCF), obsługujący telewizję internetową.
Miro umożliwia automatyczne ściąganie plików wideo (programów telewizyjnych, klipów i filmów) poprzez kanały oparte na RSS. Po ściągnięciu za pomocą programu Miro można nimi zarządzać i odtwarzać. Miro jest przystosowany do
współdziałania z innymi produktami PCF takimi jak: Video Bomb i Channel Channel.
Podstawą programistyczną programu Miro jest XULRunner komponent open source. Miro działa w systemach operacyjnych Microsoft Windows, OS X i Linux i zawiera w sobie klienta RSS, BitTorrent client i odtwarzacz multimedialny (VLC pod Windows, QuickTime w Mac OS X lub Xine Media Player w Linuksie).